# Городня (Батецький район)
Городня (рос. Городня) — присілок у Батецькому районі Новгородської області Російської Федерації.
Населення становить 273 особи. Належить до муніципального утворення Батецьке сільське поселення.

## Історія
До 1927 року населений пункт перебував у складі Новгородської губернії. У 1927-1944 роках перебував у складі Ленінградської області.
Орган місцевого самоврядування від 2010 року — Батецьке сільське поселення.

## Населення
| 2010 |
| ---- |
| 273  |